# Leichtathletik-Weltmeisterschaften 2013/Weitsprung der Männer

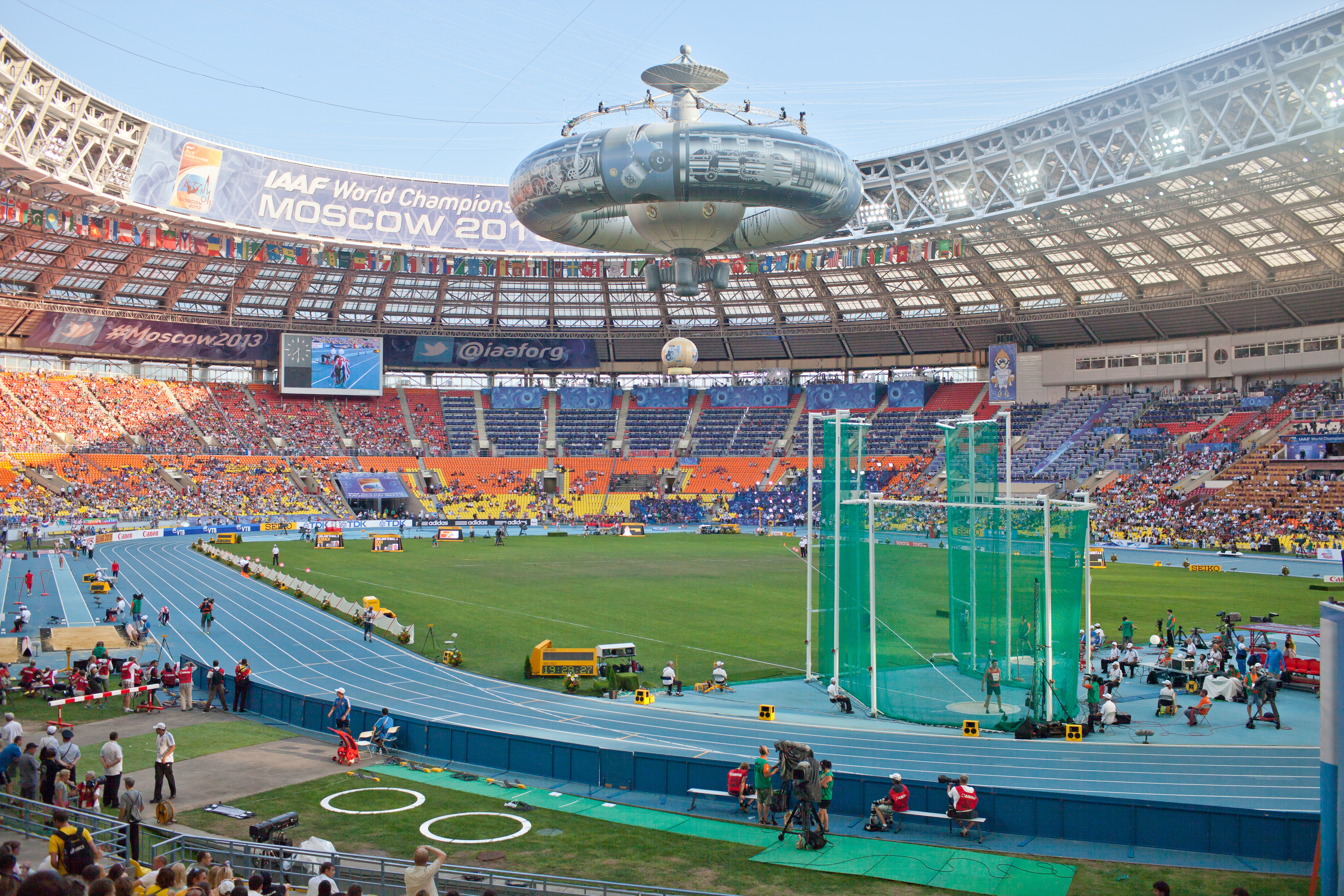
Das Olympiastadion Luschniki während der Weltmeisterschaften

Der Weitsprung der Männer bei den Leichtathletik-Weltmeisterschaften 2013 wurde am 14. und 16. August 2013 im Olympiastadion Luschniki der russischen Hauptstadt Moskau ausgetragen.
Weltmeister wurde der Russe Alexander Menkow. Silber gewann wie bei den Weltmeisterschaften 2005 der inzwischen für die Niederlande startende Ignisious Gaisah. Bei seinem ersten WM-Silber hatte er noch die Staatsbürgerschaft Ghanas, mit der er 2006 Afrikameister und 2012 Dritter bei den Afrikameisterschaften geworden war. Bronze ging an den Mexikaner Luis Rivera.

## Bestehende Rekorde
| Weltrekord               | 8,95 m | Mike Powell | WM 1991 in Tokio, Japan | 30. August 1991 |
| Weltmeisterschaftsrekord | 8,95 m | Mike Powell | WM 1991 in Tokio, Japan | 30. August 1991 |

Der bestehende WM-Rekord wurde bei diesen Weltmeisterschaften nicht eingestellt und nicht verbessert.
Es gab – jeweils im Finale am 16. August – eine Weltjahresbestleistung und zwei Landesrekorde.
- Weltjahresbestleistung:
  - 8,56 m – Alexander Menkow, Russland
- Landesrekorde:
  - 8,56 m – Alexander Menkow, Russland
  - 8,29 m – Ignisious Gaisah, Niederlande

## Ergebnisse

### Windbedingungen
In den folgenden Ergebnisübersichten sind die Windbedingungen zu den einzelnen Sprüngen benannt. Der erlaubte Grenzwert liegt bei zwei Metern pro Sekunde. Bei stärkerer Windunterstützung wird die Weite für den Wettkampf gewertet, findet jedoch keinen Eingang in Rekord- und Bestenlisten.
In diesem Wettbewerb gab es keinen einzigen Sprung mit unzulässiger Windunterstützung. In der Qualifikation waren die Versuche meist von Gegenwind begleitet, im Finale gab es in der Regel eine leichte Windunterstützung im zulässigen Bereich.

### Legende
Kurze Übersicht zur Bedeutung der Symbolik – so üblicherweise auch in sonstigen Veröffentlichungen verwendet:
| – | verzichtet |
| x | ungültig   |

### Qualifikation
14. August 2013, 10:25 Uhr Ortszeit (7:25 Uhr MESZ)
29 Teilnehmer traten in zwei Gruppen zur Qualifikationsrunde an. Die Qualifikationsweite für den direkten Finaleinzug betrug 8,10 m. Drei Athleten übertrafen diese Marke (hellblau unterlegt). Das Finalfeld wurde mit den neun nächstplatzierten Sportlern auf zwölf Springer aufgefüllt (hellgrün unterlegt). So reichten für die Finalteilnahme schließlich 7,89 m. Diese 7,89 m wurden von zwei Wettbewerbern erbracht, einer von ihnen, Tyrone Smith aus Bermudas, schied aufgrund seines schwächeren zweitbesten Versuchs als Gesamtdreizehnter der Qualifikation aus.

#### Gruppe A
| Platz | Name                    | Nation              | Resultat (m) | 1. Versuch (m) Wind (m/s) | 2. Versuch (m) Wind (m/s) | 3. Versuch (m) Wind (m/s) |
| 01    | Christian Reif          | Deutschland         | 8,09         | 8,09 / −0,4               | –                         | –                         |
| 02    | Luis Rivera             | Mexiko              | 8,04         | 7,78 / −1,2               | x                         | 8,04 / −0,6               |
| 03    | Damar Forbes            | Jamaika             | 7,96         | 7,77 / +0,2               | x                         | 7,96 / −0,5               |
| 04    | Li Jinzhe               | Volksrepublik China | 7,96         | x                         | 7,70 / −0,4               | 7,96 / −0,9               |
| 05    | Sebastian Bayer         | Deutschland         | 7,95         | x                         | x                         | 7,95 / −0,2               |
| 06    | Mauro Vinícius da Silva | Brasilien           | 7,92         | 7,81 / ±0,0               | 7,92 / −0,7               | x                         |
| 07    | Tyrone Smith            | Bermuda             | 7,89         | 7,89 / −0,6               | 7,72 / +0,1               | 7,41 / −0,1               |
| 08    | Greg Rutherford         | Großbritannien      | 7,87         | 7,81 / −0,1               | 7,57 / −0,4               | 7,87 / −1,0               |
| 09    | Sergei Poljanski        | Russland            | 7,82         | 7,82 / ±0,0               | 6,86 / −0,4               | x                         |
| 10    | Zarck Visser            | Südafrika           | 7,79         | 7,78 / −0,2               | x                         | 7,79 / +0,3               |
| 11    | Michel Tornéus          | Schweden            | 7,75         | 7,75 / −0,1               | 7,71 / −0,4               | x                         |
| 12    | George Kitchens         | USA                 | 7,75         | 7,75 / −0,1               | 7,56 / −0,7               | 7,63 / +0,1               |
| 13    | Izmir Smajlaj           | Albanien            | 7,55         | 7,55 / +0,4               | x                         | 7,25 / −0,2               |
| 14    | Konstantin Safronow     | Kasachstan          | 7,47         | 7,47 / ±0,0               | 7,34 / +0,2               | x                         |
| 15    | Quincy Breell           | Aruba               | 7,10         | 7,10 / ±0,0               | x                         | x                         |

In Qualifikationsgruppe A ausgeschiedene Weitspringer:

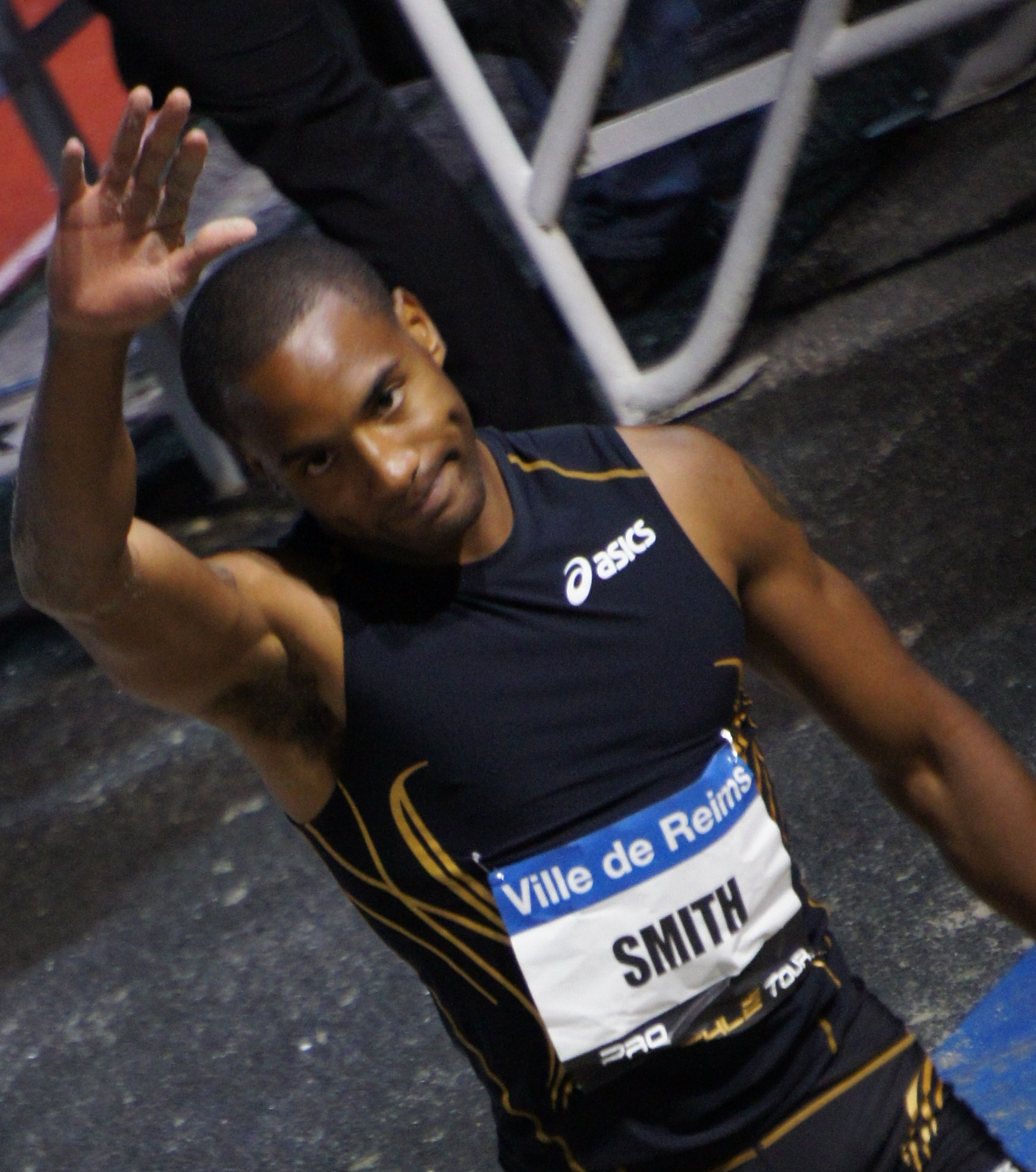
Tyrone Smith – Rang sieben mit 7,89 m, ausgeschieden nur aufgrund seines kürzeren zweitbesten Sprungs
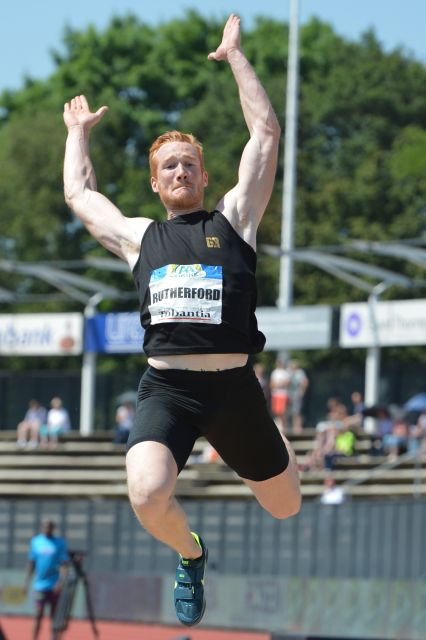
Greg Rutherford, Olympiasieger von 2012 und Vizeeuropameister von 2006 – Rang acht mit 7,87 m
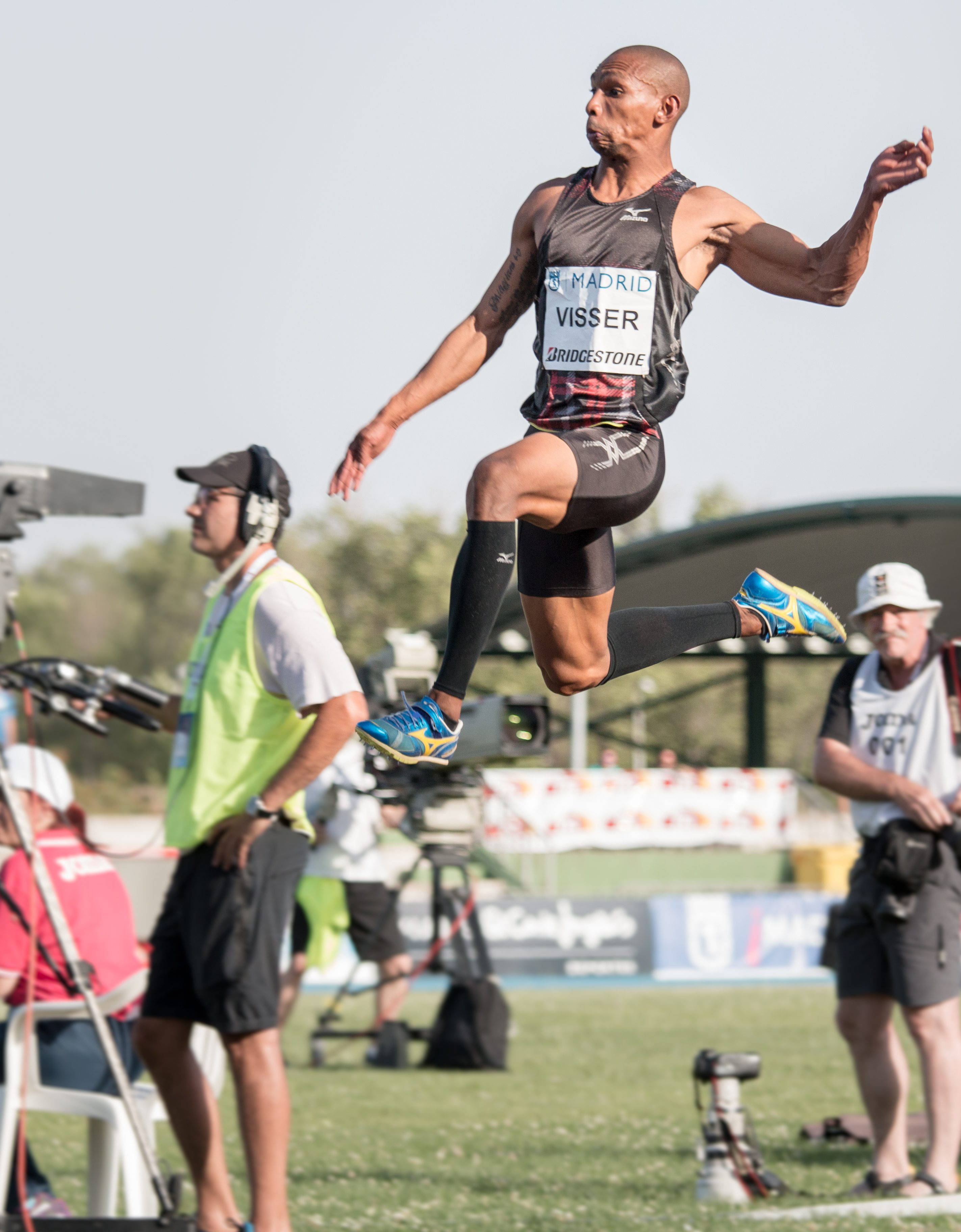
Zarck Visser Rang zehn mit 7,79 m
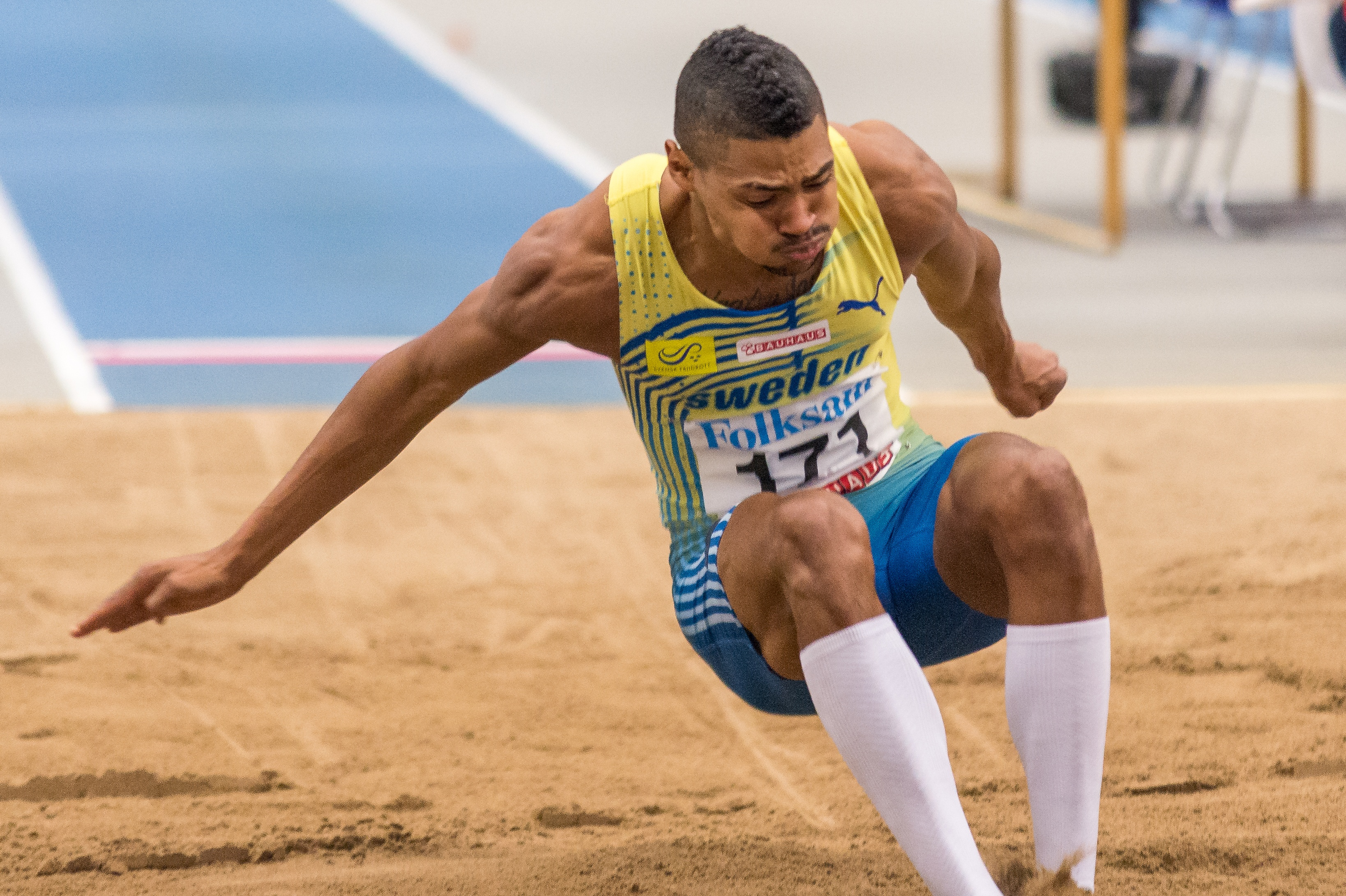
Michel Tornéus Rang elf mit 7,75 m

#### Gruppe B
| Platz | Name                   | Nation              | Resultat (m) | 1. Versuch (m) Wind (m/s) | 2. Versuch (m) Wind (m/s) | 3. Versuch (m) Wind (m/s) |
| 01    | Eusebio Cáceres        | Spanien             | 8,25         | 8,25 / ±0,0               | –                         | –                         |
| 02    | Godfrey Khotso Mokoena | Südafrika           | 8,16         | 7,68 / −0,9               | 7,96 / −0,1               | 8,16 / −0,4               |
| 03    | Alexander Menkow       | Russland            | 8,11         | 7,95 / +0,1               | x                         | 8,11 / −0,2               |
| 04    | Louis Tsatoumas        | Griechenland        | 8,00         | x                         | x                         | 8,00 / −0,8               |
| 05    | Dwight Phillips        | USA                 | 7,95         | 7,95 / −0,2               | 7,73 / +0,1               | 7,73 / +0,4               |
| 06    | Ignisious Gaisah       | Niederlande         | 7,89         | 7,89 / +0,2               | 7,85 / −0,8               | 7,78 / −0,9               |
| 07    | Marcos Chuva           | Portugal            | 7,82         | x                         | x                         | 7,82 / −0,2               |
| 08    | Alyn Camara            | Deutschland         | 7,77         | 7,77 / −0,6               | x                         | x                         |
| 09    | Salim Sdiri            | Frankreich          | 7,64         | 7,64 / ±0,0               | 7,55 / ±0,0               | 6,36 / −0,9               |
| 10    | Ndiss Kaba Badji       | Senegal             | 7,62         | 7,59 / +0,2               | 7,62 / −0,3               | 7,61 / −0,6               |
| 11    | Wang Jianan            | Volksrepublik China | 7,59         | 7,59 / −0,1               | 7,57 / +0,2               | 7,57 / −0,6               |
| 12    | Adrian Vasile          | Rumänien            | 7,52         | 7,32 / ±0,0               | 7,52 / −0,4               | 7,21 / −0,7               |
| 13    | Marquis Dendy          | USA                 | 7,36         | 6,43 / −1,6               | 7,21 / ±0,0               | 7,36 / −0,4               |
| NM    | Fabrice Lapierre       | Australien          | ogV          | x                         | x                         | x                         |

In Qualifikationsgruppe B ausgeschiedene Weitspringer:

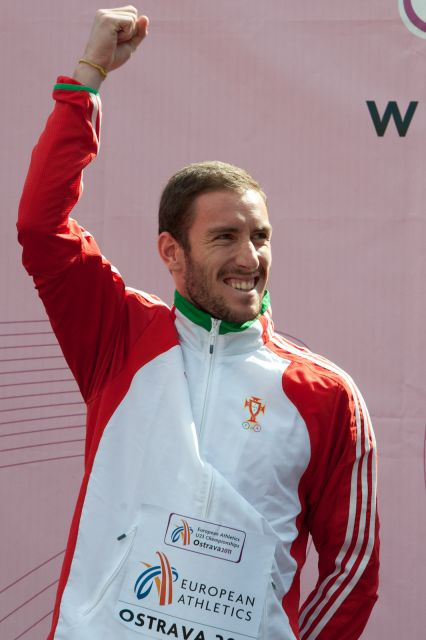
Marcos Chuva Rang sieben mit 7,82 m
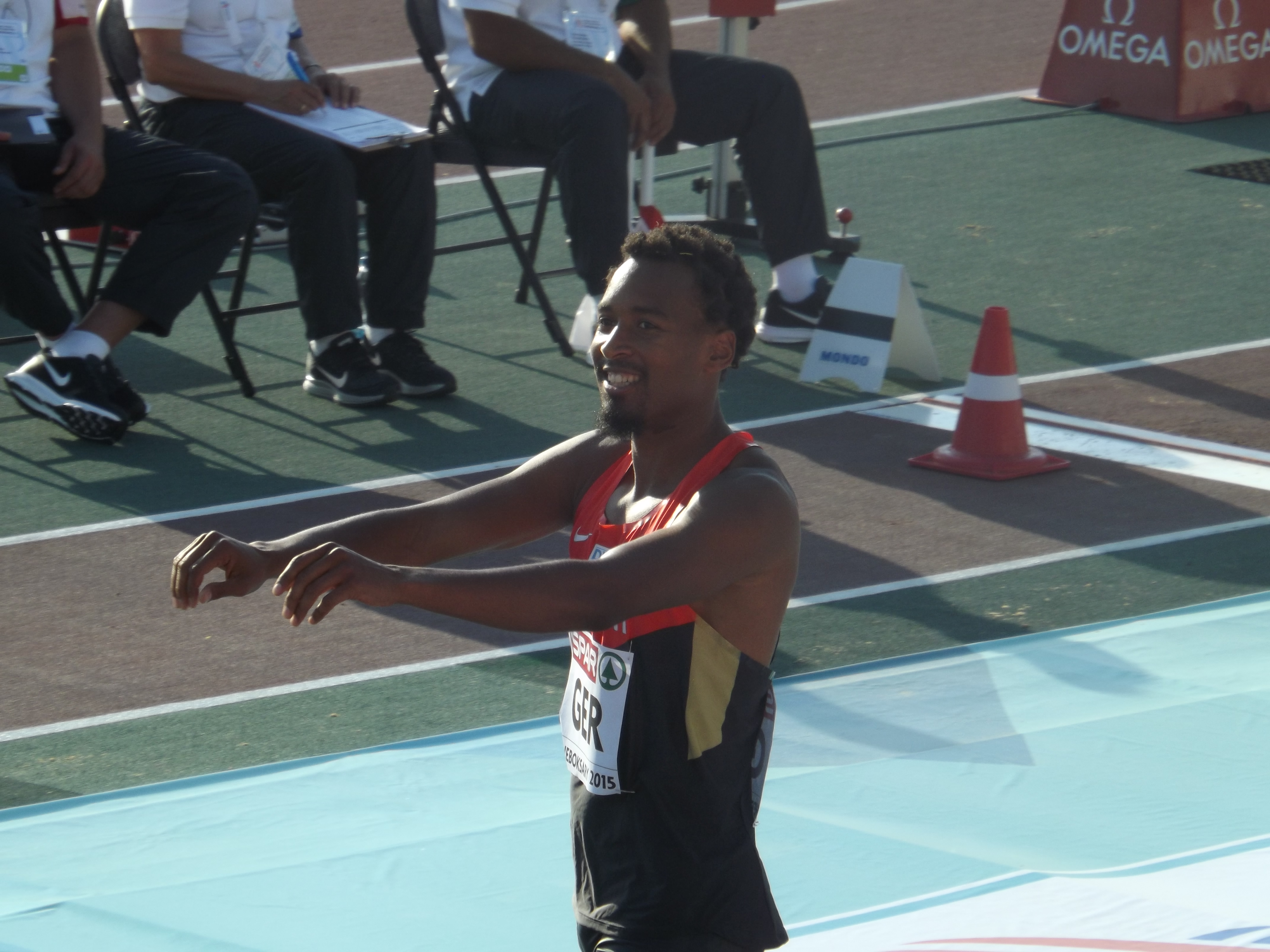
Alyn Camara Rang acht mit 7,77 m
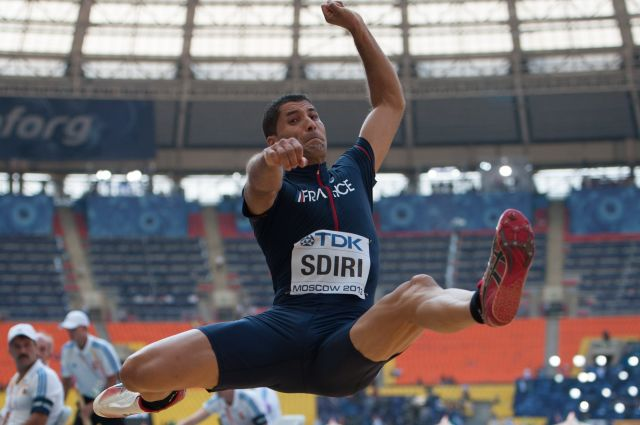
Salim Sdiri Rang neun mit 7,64 m

### Finale
16. August 2013, 19:30 Uhr Ortszeit (16:30 Uhr MESZ)
| Platz | Name                    | Nation              | Resultat (m) | 1. Versuch (m) | 2. Versuch (m) | 3. Versuch (m) | 4. Versuch (m)                           | 5. Versuch (m)                           | 6. Versuch (m)                           |
|       | Alexander Menkow        | Russland            | 8,56 WL/NR   | 8,14 / +0,7    | 7,96 / +0,4    | 8,52 / +0,2    | 8,43 / +0,5                              | 8,56 / +0,2                              | x                                        |
|       | Ignisious Gaisah        | Niederlande         | 8,29 NR      | 8,09 / +0,2    | 8,15 / +1,2    | 8,17 / +0,4    | 8,29 / +0,4                              | x                                        | 8,16 / +0,3                              |
|       | Luis Rivera             | Mexiko              | 8,27         | 7,92 / −0,1    | 8,16 / +0,8    | 8,17 / +0,9    | 8,03 / +0,3                              | 8,27 / +0,6                              | x                                        |
| 04    | Eusebio Cáceres         | Spanien             | 8,26         | 8,09 / +0,3    | 8,25 / +0,4    | 8,17 / +0,1    | x                                        | 8,26 / +0,8                              | 8,20 / +0,2                              |
| 05    | Mauro Vinícius da Silva | Brasilien           | 8,24         | x              | x              | 8,09 / +0,2    | 8,05 / +0,5                              | 8,23 / −0,1                              | 8,24 / +0,6                              |
| 06    | Christian Reif          | Deutschland         | 8,22         | 8,18 / +0,2    | x              | 8,22 / +0,1    | 8,12 / +0,4                              | 8,12 / +0,5                              | 7,96 / −0,3                              |
| 07    | Godfrey Khotso Mokoena  | Südafrika           | 8,10         | 8,00 / +0,2    | 7,91 / −0,2    | 7,87 / +0,2    | 7,93 / +0,1                              | 8,01 / +0,2                              | 8,10 / +0,4                              |
| 08    | Damar Forbes            | Jamaika             | 8,02         | 8,02 / +0,1    | 7,89 / +0,4    | x              | x                                        | 8,00 / −0,1                              | x                                        |
| 09    | Sebastian Bayer         | Deutschland         | 7,98         | 7,98 / +0,1    | x              | 7,92 / +0,5    | nicht im Finale der besten acht Springer | nicht im Finale der besten acht Springer | nicht im Finale der besten acht Springer |
| 10    | Louis Tsatoumas         | Griechenland        | 7,98         | x              | x              | 7,98 / +0,4    | nicht im Finale der besten acht Springer | nicht im Finale der besten acht Springer | nicht im Finale der besten acht Springer |
| 11    | Dwight Phillips         | USA                 | 7,88         | x              | 7,87 / +0,7    | 7,88 / +0,3    | nicht im Finale der besten acht Springer | nicht im Finale der besten acht Springer | nicht im Finale der besten acht Springer |
| 12    | Li Jinzhe               | Volksrepublik China | 7,86         | 7,79 / +0,4    | 7,70 / +0,3    | 7,86 / −0,2    | nicht im Finale der besten acht Springer | nicht im Finale der besten acht Springer | nicht im Finale der besten acht Springer |

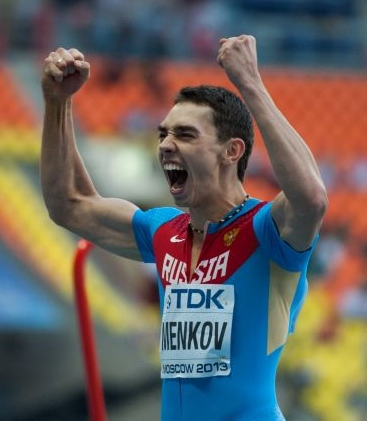
Alexander Menkow – Weltmeister mit Weltjahresbestleistung und russischem Landesrekord
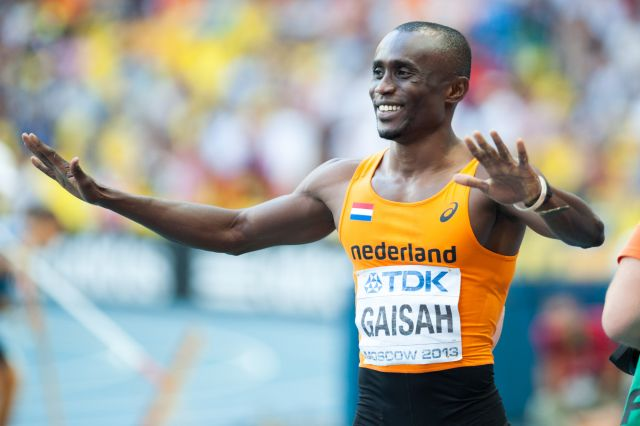
Ignisious Gaisah – Vizeweltmeister wie schon 2005, hier mit niederländischem Landesrekord
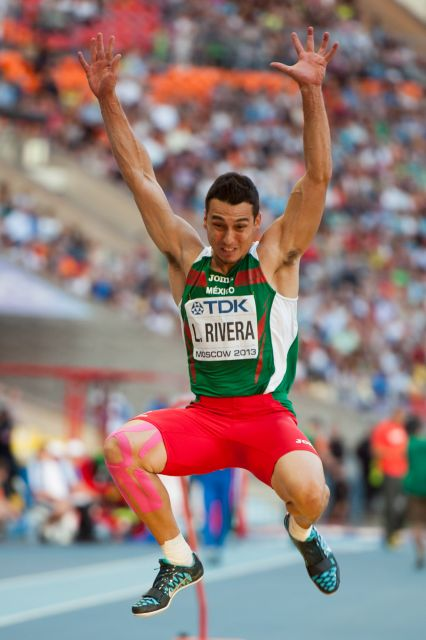
Bronzemedaillengewinner Luis Rivera

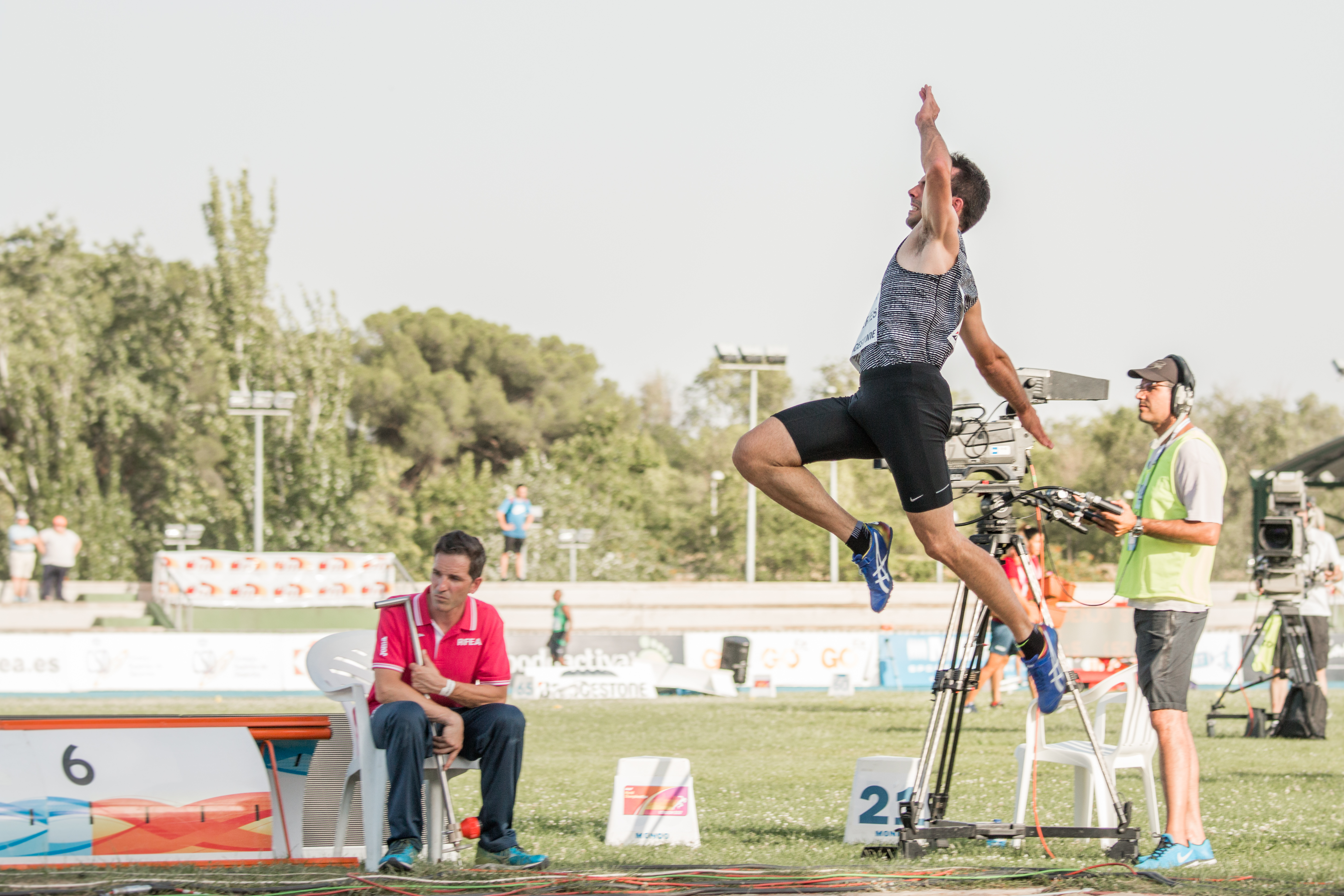
Rang vier für Eusebio Cáceres
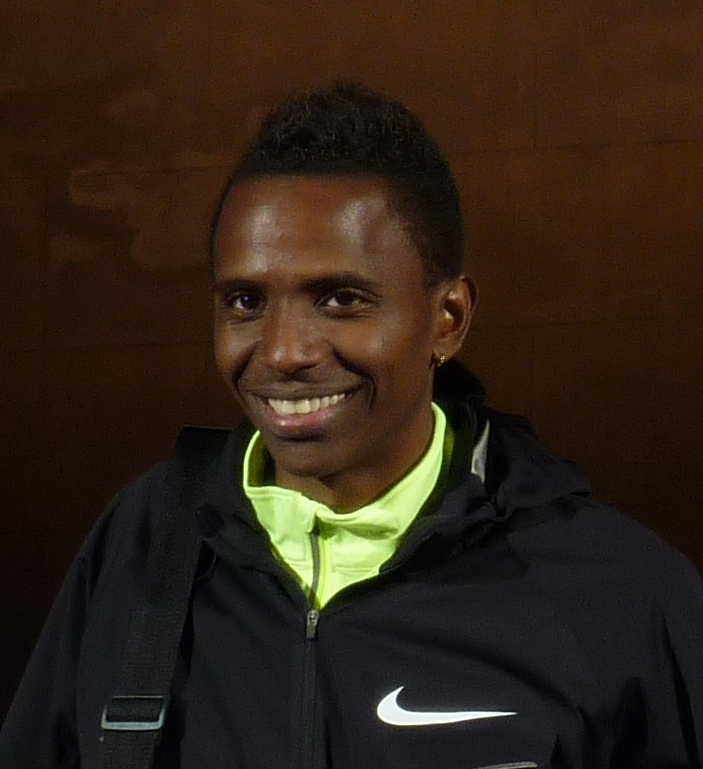
Mauro Vinícius da Silva kam auf den fünften Platz
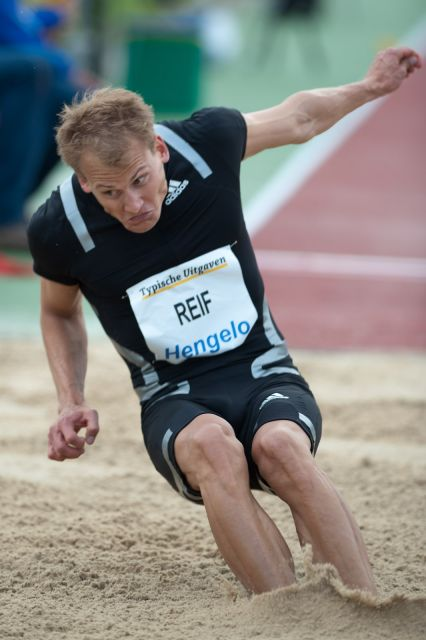
Christian Reif, Europameister von 2010, belegte Rang sechs
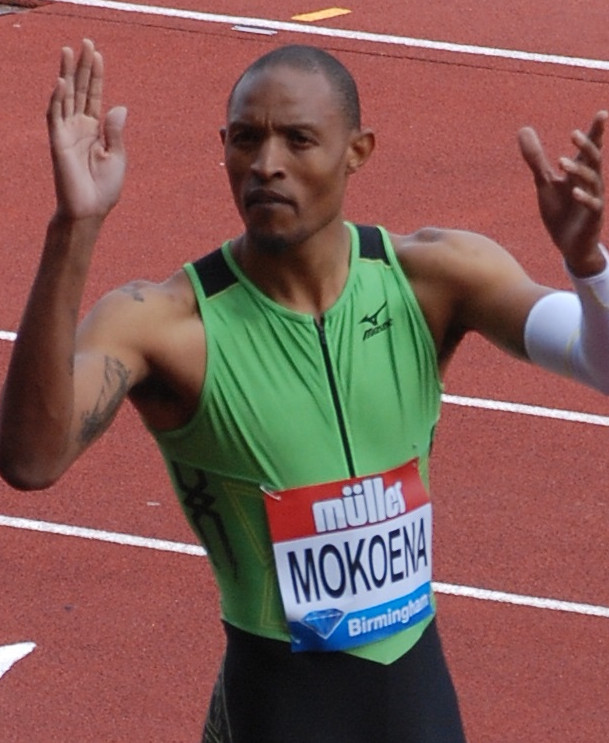
Godfrey Khotso Mokoena wurde Siebter
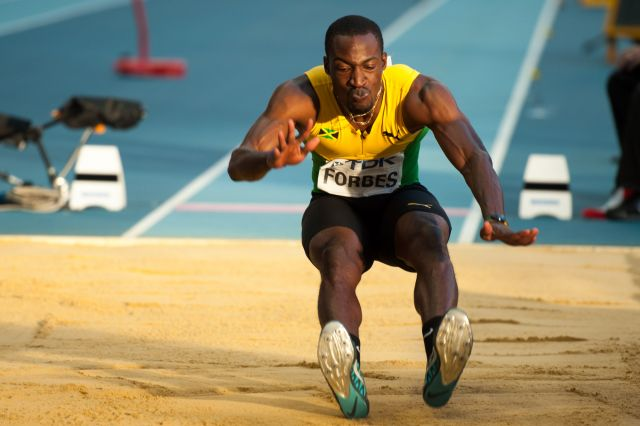
Damar Forbes – Rang acht
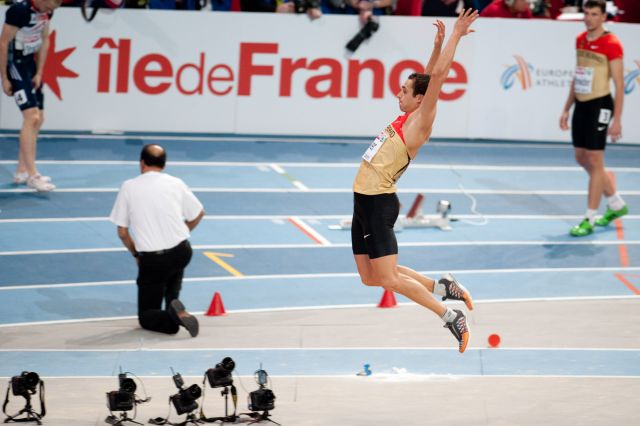
Der amtierende Europameister Sebastian Bayer erreichte Platz neun
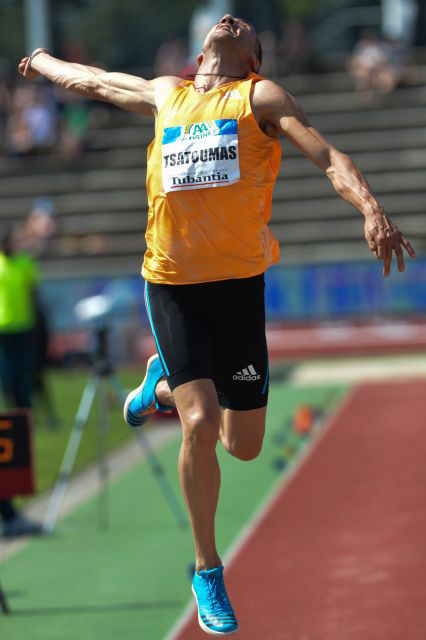
Der zehntplatzierte Louis Tsatoumas
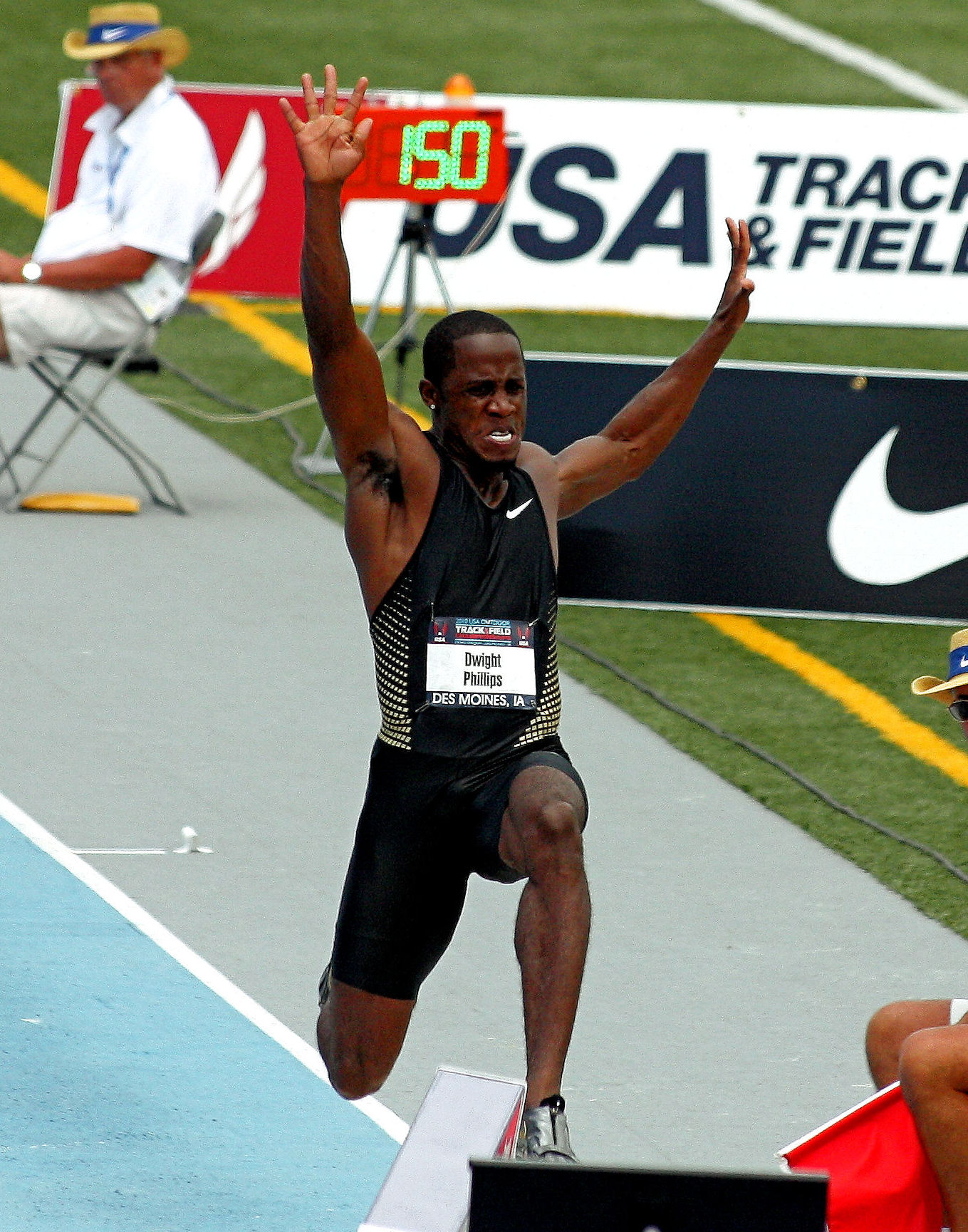
Dwight Phillips, vierfacher Weltmeister (2003/2005/2009/2011) und Olympiasieger von 2004, musste mir Rang elf zufrieden sein

## Video
- Moscow 2013 - Long Jump Men - Final, youtube.com, abgerufen am 28. Januar 2021